# 阿勒馬克
阿勒馬克（挪威語：Aremark）是挪威东福尔郡的一個市镇。行政中心为福斯比。市镇面积为319平方公里，2004年人口数量为1,424人。
阿勒馬克於1838年1月1日成為市鎮。1903年7月1日，厄于马克從阿勒馬克析出為单独的市鎮。